# Votiska
Votiska (vađđa ceeli) är ett finsk-ugriskt språk i den östersjöfinska gruppen som talas av ungefär 15 voter i två byar i Ingermanland (Krakolje och Luzjitsij i distriktet Kingisepp). Dess närmaste släkting är ingriskan.
År 1989 fanns det 62 talare, den yngsta född 1930. Redan under 1800-talet började språket ge vika för ryskan. Denna process accelererade under sovjettiden, då antalet voter minskade med 90 procent mellan 1926 och 1959. Folkgruppen är idag nära nog utrotad, delvis till följd av sovjetisk förföljelse. Efter det försökte voterna i största möjliga mån dölja sin härkomst genom att påstå att de var ryssar.
Den estniska musikgruppen Raud-Ants sjunger bland annat på votiska.